# Commonwealth Bank Tennis Classic 2008
Commonwealth Bank Tennis Classic 2008 — жіночий тенісний турнір, що проходив на відкритих кортах з твердим покриттям. Це був 14-й за ліком Commonwealth Bank Tennis Classic. Належав до турнірів 3-ї категорії в рамках Туру WTA 2008. Відбувся на арені Hyatt Hotels Corporation на Балі (Індонезія) і тривав з 8 до 14 вересня 2008 року. Друга сіяна Патті Шнідер здобула титул в одиночному розряді.

## Фінальна частина

### Одиночний розряд
Патті Шнідер —  Таміра Пашек, 6–3, 6–0
- Для Шнідер це був 1-й титул в одиночному розряді за сезон, і 11-й (останній) за кар'єру.

### Парний розряд
Сє Шувей  /  Пен Шуай  —  Марта Домаховська /  Надія Петрова, 6–7(4–7), 7–6(7–3), [10–7]